# Takeo Spikes
Takeo Gerard Spikes (Augusta, 17 dicembre 1976) è un ex giocatore di football americano statunitense che ha militato nel ruolo di linebacker nella National Football League (NFL).

## Biografia
Dopo avere giocato al college a Auburn, Spikes fu scelto come 13º assoluto nel Draft NFL 1998 dai Cincinnati Bengals. Nella sua prima stagione divenne il primo rookie a guidare i Bengals in tackle da James Francis nel 1990. Nominato capitano della squadra l'anno successivo, rimase a Cincinnati fino al 2002. Nel 2003 passò ai Buffalo Bills firmando un contratto di sei anni del valore di 32 milioni di dollari. Nelle prime due annate con la nuova squadra fu convocato per il Pro Bowl e inserito nel First-team All-Pro. Nel 2005, durante un placcaggio su Michael Vick si ruppe il tendine d'Achille nel mese di settembre, perdendo tutto il resto della stagione regolare.
Il 26 marzo 2007, Spikes fu scambiato assieme a Kelly Holcomb ai Philadelphia Eagles, per Darwin Walker e una scelta del Draft 2008. Dopo una prima stagione produttiva con la squadra, si ruppe la cuffia del rotatore nella settimana 14 contro i Dallas Cowboys, chiudendo la sua stagione. Dopo avere passato le stagioni dal 2008 al 2010 coi San Francisco 49ers, chiuse la carriera nel 2011 e 2012 coi San Diego Chargers.
Spikes è uno dei soli sette linebacker ad avere giocato più di 200 gare come titolare in carriera e solo una volta mise a segno meno di tackle. Fu capitano delle sue squadre in tredici delle sue quindici stagioni da professionista. Spikes disputò 219 gare nella stagione regolare senza averne mai giocata una sola nei playoff, il massimo della storia della NFL. Nel 2007, i suoi Eagles raggiunsero i playoff ma questi era infortunato.

## Palmarès
- Convocazioni al Pro Bowl: 2

2003, 2004
- First-team All-Pro: 2

2003, 2004
- PFWA All-Rookie Team - 1998

## Statistiche
| Tackle         | 1.423 |
| Sack           | 29,0  |
| Intercetti     | 19    |
| Fumble forzati | 15    |